# Stersysteem
Een stersysteem is een groep van een of meer sterren die door onderlinge zwaartekracht bij elkaar worden gehouden en die zich in banen rondom een gemeenschappelijk zwaartepunt bewegen, het barycentrum van het stersysteem. Bij een dubbelster, een stersysteem bestaande uit twee sterren, zijn deze banen elliptisch. Bij een stersysteem bestaande uit drie of meer sterren zijn de banen gecompliceerder.
Met deze definitie is een enkelvoudige ster dus ook een stersysteem. Dit is handig bij het bespreken van rangordes van sterren zoals rangorde in afstand en rangorde in helderheid, als men meervoudige stersystemen als één wil rekenen.

## Voorbeelden
- Enkelvoudige ster: Zon
- Dubbelster: Sirius
- Drievoudige ster: Alpha Centauri-stelsel, EBLM J0555-57 (EBLM J0555-57Aa en EBLM J0555-57Ab en EBLM J0555-57B)
- Viervoudige ster: Capella
- Vijfvoudige ster: Mintaka
- Zesvoudige ster: Castor
- Zevenvoudige ster: Jabbah